# Khamsin (filme)
Khamsin é um filme de drama israelita de 1982 dirigido e escrito por Daniel Wachsmann. Foi selecionado como representante de Israel à edição do Oscar 1983, organizada pela Academia de Artes e Ciências Cinematográficas.

## Elenco
- Shlomo Tarshish
- Yasein Shawaf
- Ruth Geller - Malka
- Hemda Levi - Hava